# Baca

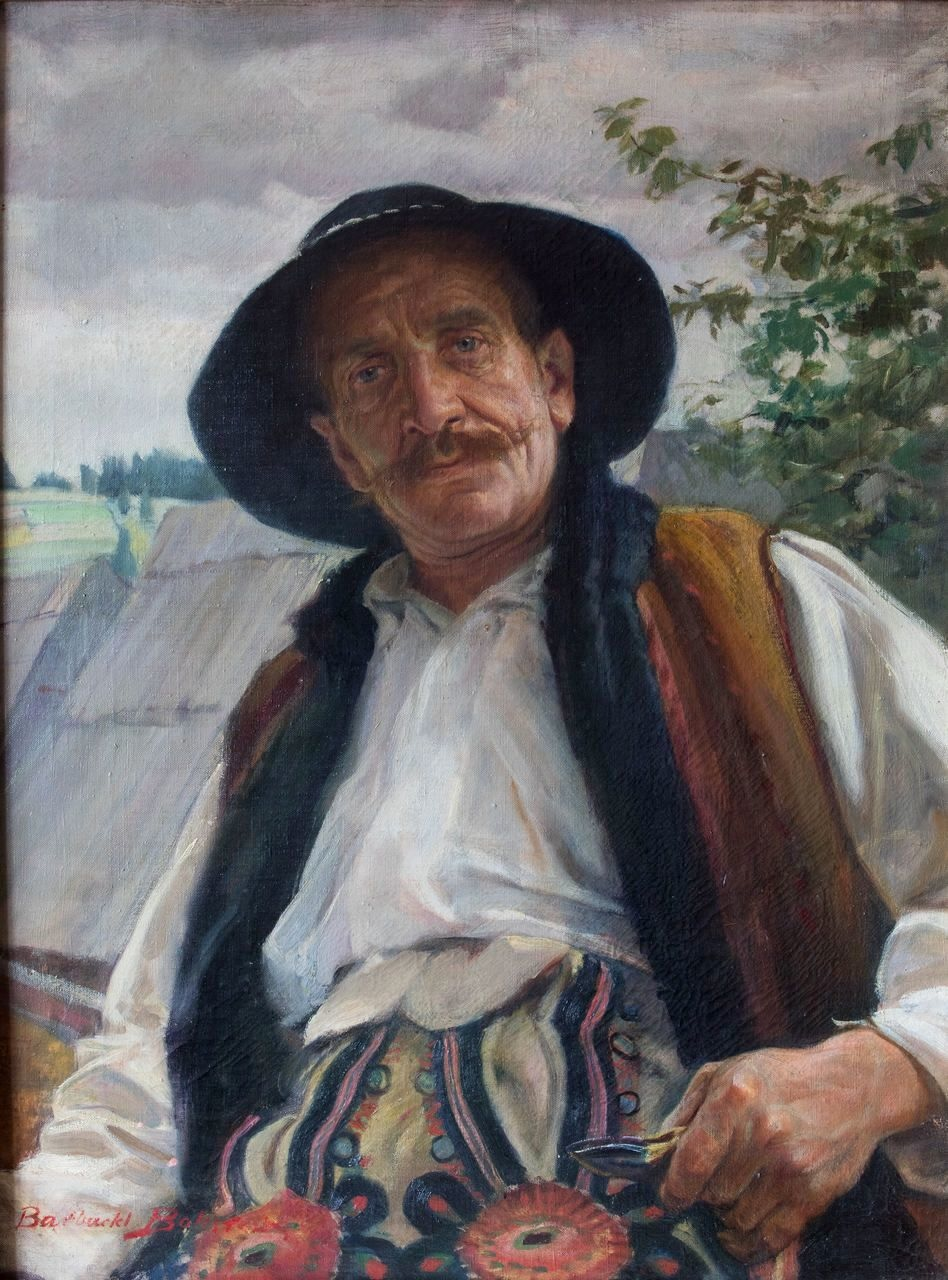
Portret bacy autorstwa Bolesława Barbackiego (1933)

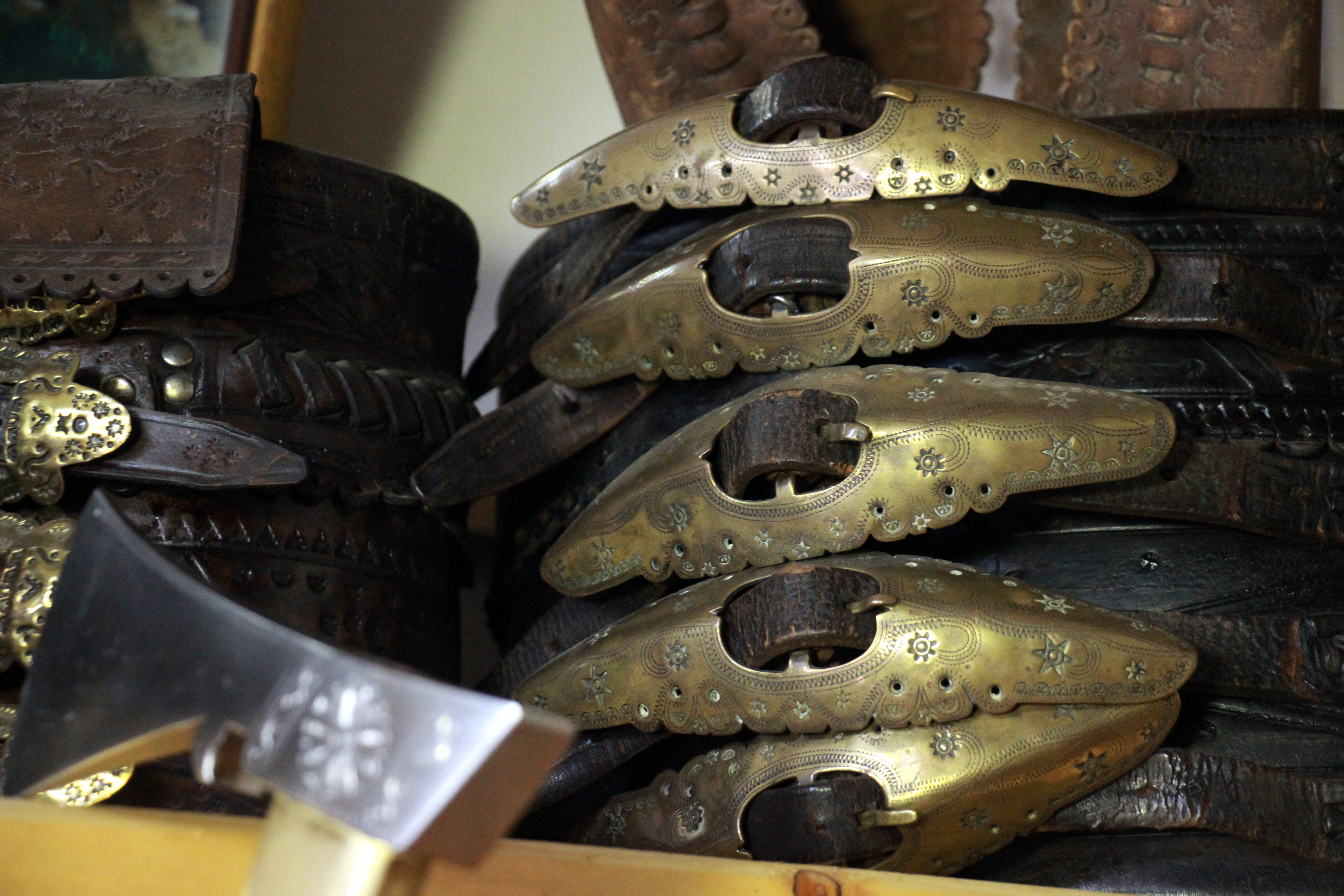
Pas bacowski z terenu Słowacji.

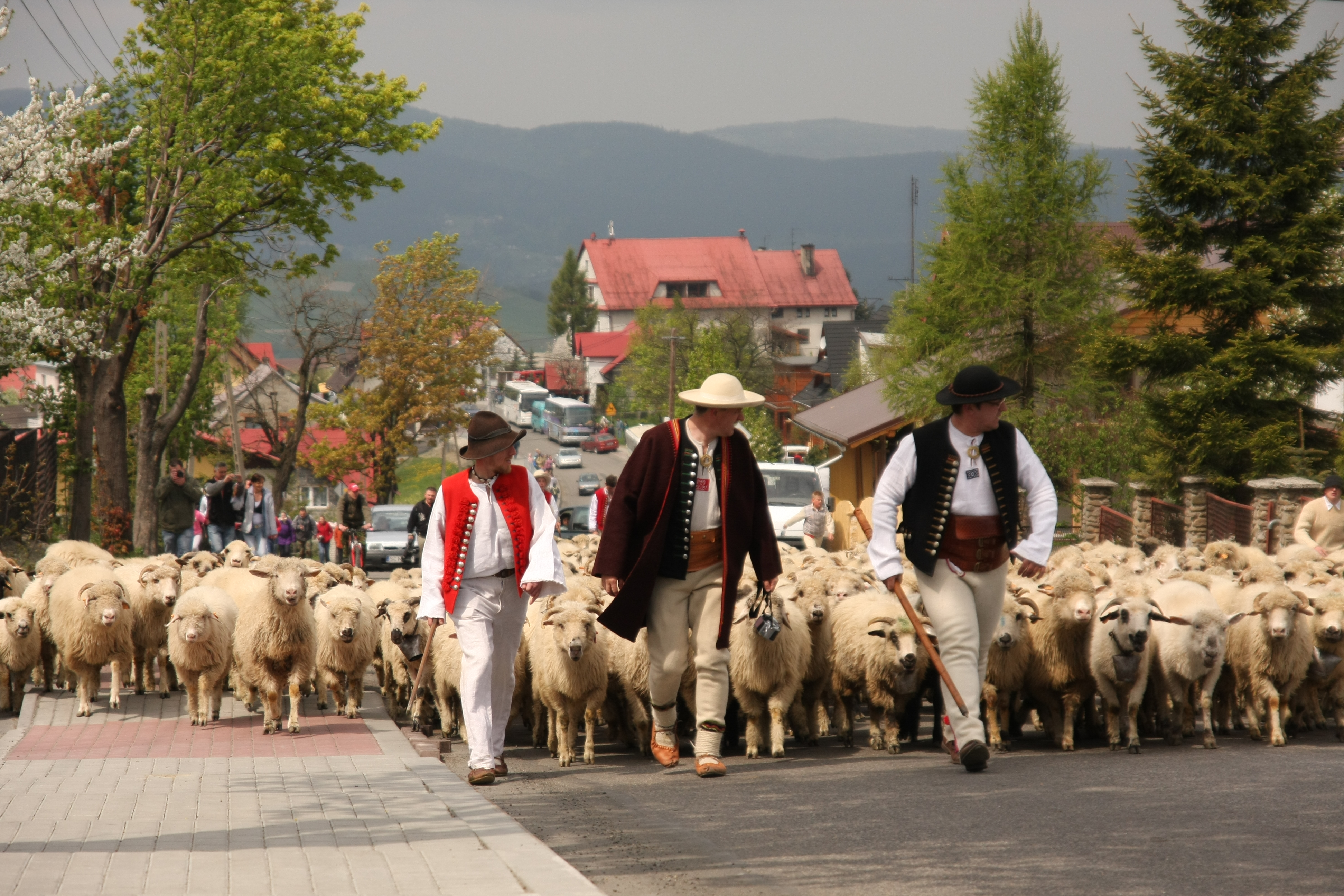
Baca na redyku, Koniaków

Baca (węg. bacs(a), bacsó, "pasterz", z rumuń. baciu) – kierownik zorganizowanej gospodarki szałaśniczo-pasterskiej (wypas owiec) w polskich Karpatach. 

## Charakterystyka ogólna
Zazwyczaj był on jednym z bogatszych gospodarzy (gazdów), gdyż musiał swoim majątkiem gwarantować zobowiązania wobec właścicieli owiec. Ponadto by zostać bacą, musiał mieć poważanie wśród okolicznej ludności. W niektórych regionach, np. w Gorcach, dużą rolę odgrywało przekonanie o jego czarodziejskich zdolnościach. W Tatrach na jednej hali zazwyczaj był tylko jeden baca, czasami tylko dwóch lub więcej, wówczas każdy z nich kierował odrębnym zespołem pasterskim. Do obowiązków bacy należało rozliczanie się z właścicielami owiec (gazdami), wyrabianie sera i innych produktów mlecznych, nadzór nad juhasami oraz pilnowanie ogniska w bacówce.
Obecnie bacowie nie są już kojarzeni z czarodziejami i nadzorują współczesne bacówki. Spełnianie funkcji bacy jest często określane bacowaniem. Od niedawna baca jest także zawodem. Zawody juhasa i bacy zostały wpisane na listę zawodów w Polsce za sprawą rozporządzenia ministra pracy i polityki społecznej z 27 kwietnia 2010 r. Bacę zaklasyfikowano do grupy zawodów „rolnicy produkcji roślinnej i zwierzęcej”.

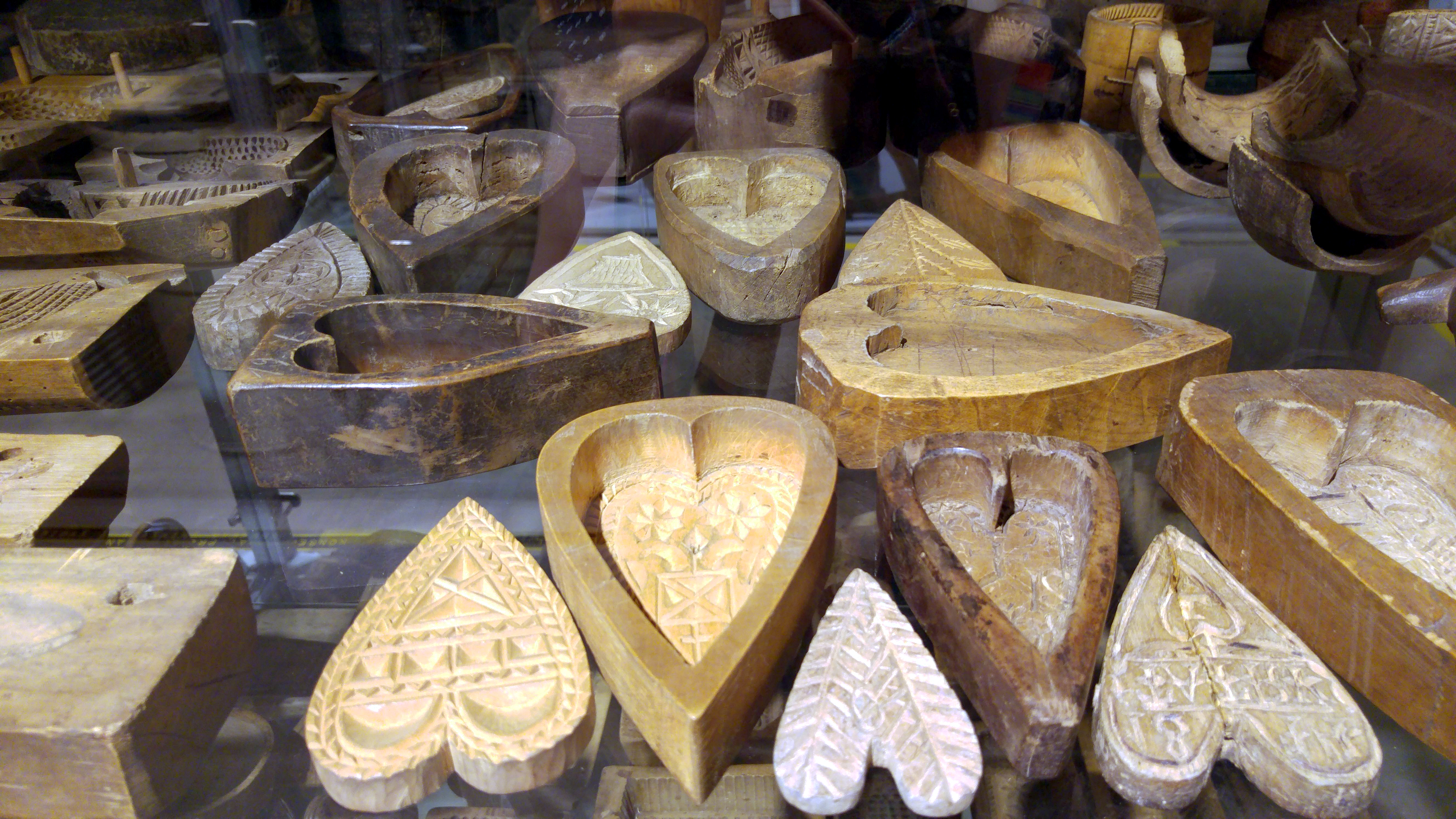
Formy do wyrobu serów.

## Bacowanie w dawniejszych czasach
Z gazdami baca zawierał ustną umowę, z każdym oddzielnie. Zazwyczaj odbywało się to „po kościele” w którąś z marcowych czy kwietniowych niedziel. Często baca zostawał na stanowisku z roku na rok, ustnie odnawiając umowę ze wspólnikami lub dworem. Umowa obejmowała warunki podziału między gospodarzami „szałaśnych użytków” oraz odszkodowania za owce, które padły lub zaginęły. Za zaginioną owcę baca wypłacał gaździe jej równowartość w gotówce, gdy owcę zagryzły wilki lub gdy zdechła, oddawał właścicielowi jej skórę i mięso. Za każdą oddaną do wypasu owcę gospodarze otrzymywali od bacy ustaloną w danym regionie ilość sera. Gazdowie odbierali go, w zależności od regionu, w ratach, lub w całości, po zakończeniu wypasu. Po II wojnie światowej często zamiast sera gazdowie otrzymywali jego równowartość w gotówce. Zazwyczaj baca nie zajmował się osobiście wypasaniem i dojeniem owiec. Było to obowiązkiem zatrudnianych przez niego juhasów, którym pomagali honielnicy. Otrzymywali za to od bacy wynagrodzenie w wysokości zależnej od ilości owiec w stadzie. Zazwyczaj wynagrodzeniem był ser lub pieniądze z jego sprzedaży. Baca zapewniał im także w okresie wypasu wyżywienie, obuwie, odzież roboczą i papierosy. Był też właścicielem sprzętu niezbędnego do wyrobu sera (m.in. były to gielety, kocioł, putyry, ferule, czerpaki, formy na oscypki). Wynagrodzeniem bacy był ser. Jeżeli sezon był dobry, baca czasami już po miesiącu „wychodził na swoje”, tzn, wyprodukował ilość sera niezbędną do wypłacenia gazdów i pasterzy. Niektórzy z baców uzyskiwali w swoim regionie duży mir i poważanie, np. baca Tomasz Chlipała w Gorcach czy Tomasz Guszkiewicz w Pieninach. W Tatrach znany był m.in. baca Jan Murzański – ostatni baca wypasający na Hali za Mnichem.

## Pochodzenie nazwy
Nazwa wywodzi się z języka węgierskiego. W północnych Węgrzech słowa: bács, bacsó odwołują się do słowa pasterz (węg. pásztor). W języku słowackim bacę nazywano bača; to samo brzmienie jest w gwarze cieszyńskiej: baczia. Pozwala to przypuszczać, że forma baca, rozpowszechniona w polszczyźnie za pośrednictwem gwary podhalańskiej, powstała przez mazurzenie (bacza → baca).